# Noah Schnapp
Noah Cameron Schnapp (New York, 2004. október 3. –) amerikai színész.
Legismertebb filmes szerepe Will Byers a 2016-ban a Netflixen indult Stranger Things című sci-fi-drámasorozatban, továbbá ő kölcsönözte Charlie Brown hangját a Snoopy és Charlie Brown – A Peanuts film című animációs filmben. Szerepelt Steven Spielberg Kémek hídja című filmjében is.

## Gyermekkora és családja
Noah Cameron Schnapp néven született 2004. október 3-án New Yorkban, majd a szintén New York államban található kisvárosban, Scarsdaleben nőtt fel. Anyja, Karine Schnapp és apja, Mitchell Schnapp kanadai származásúak, továbbá van egy ikertestvére, akit Chloe Schnapp-nak hívnak.

## Pályafutása
Pályafutását 2015-ben kezdte Tom Hanks oldalán a Kémek hídja című Steven Spielberg-thrillerben, Roger Donovan szerepében, majd szintén ebben az évben ő kölcsönözte a hangját Charlie Brownnak a Snoopy és Charlie Brown – A Peanuts film című animációs filmben.
2016-ban megkapta eddigi leghíresebb szerepét a Netflix által gyártott Stranger Things című sorozatban, mint Will Byers. Ebben az évben még a The Circle című rövidfilmben szerepelt, 2018-ban feltűnt az Intensive Care című drámában, melyben az egyik főszereplőt, T.J. Swift-et alakítja. 2018-ban kapta meg Otis Copeland szerepét a We Only Know So Much című filmben, továbbá szinkronszínészként Kai hangját kölcsönözte a The Legend of Hallowaiian című animációs filmben.
2020-ban a Michael Morpurgo novellája alapján készült Anyára várva című háborús filmben volt látható. Szintén ebben az évben szerepelt 2020-ban szerepelt a Hubie, a halloween hőse filmvígjátékban, melyben Tommy Valentine-t, Violet fiát játszotta.

## Magánélete
2023. január 5-én Schnapp egy TikTokra feltöltött videóban elmondta rajongóinak, hogy meleg.

## Filmográfia

### Film
| Év   | Magyar cím                               | Eredeti cím                | Szerep                 | Magyar hang   |
| ---- | ---------------------------------------- | -------------------------- | ---------------------- | ------------- |
| 2015 | Kémek hídja                              | Bridge of Spies            | Roger Donovan          | Straub Martin |
| 2015 | Snoopy és Charlie Brown – A Peanuts film | The Peanuts Movie          | Charlie Brown (hangja) | Gerő Soma     |
| 2016 |                                          | The Circle (rövidfilm)     | Lucas                  |               |
| 2017 |                                          | We Only Know So Much       | Otis Copeland          |               |
| 2018 |                                          | The Legends of Hallowaiian | Kai (hangja)           |               |
| 2019 |                                          | Abe                        | Abe                    |               |
| 2019 | Anyára várva                             | Waiting for Anya           | Jo                     |               |
| 2020 | Hubie, a halloween hőse                  | Hubie Halloween            | Tommy Valentine        | Bogdán Gergő  |

### Televízió
| Év    | Magyar cím      | Eredeti cím     | Szerep     | Megjegyzések                                              |
| ----- | --------------- | --------------- | ---------- | --------------------------------------------------------- |
| 2016– | Stranger Things | Stranger Things | Will Byers | - visszatérő szereplő (1. évad) - főszereplő (2. évadtól) |
| 2018  |                 | Liza on Demand  | Evan       | egy epizód                                                |

### Videójátékok
| Év   | Cím                                         | Szerep        | Megjegyzés |
| ---- | ------------------------------------------- | ------------- | ---------- |
| 2015 | The Peanuts Movie: Snoopy's Grand Adventure | Charlie Brown |            |

### Videóklipek
| Év   | Előadó             | Cím              |
| ---- | ------------------ | ---------------- |
| 2016 | Panic at the Disco | "LA Devotee"     |
| 2018 | Drake              | "In My Feelings" |

## Díjak és jelölések
| Év   | Cím             | Díj                     | Kategória | Eredmény | Forr.  |
| ---- | --------------- | ----------------------- | --- | -------- | ------ |
| 2017 | Stranger Things | Young Artist Award      | Legjobb alakítás TV Sorozatokban és Filmekben                                                                   | Jelölve  | [ 15 ] |
| 2017 | Stranger Things | Screen Actors Guild-díj | Legjobb szereplőgárda (drámasorozat)                                                                            | Elnyerte | [ 16 ] |
| 2018 | Stranger Things | Screen Actors Guild-díj | Legjobb szereplőgárda (drámasorozat)                                                                            | Jelölve  | [ 17 ] |
| 2018 | Stranger Things | Gold Derby Awards       | Legjobb dráma mellékszereplő                                                                                    | Jelölve  | [ 18 ] |
| 2018 | Stranger Things | Gold Derby Awards       | Juno-díj az év feltörekvő művésze kategóriában                                                                  | Jelölve  | [ 18 ] |
| 2018 | Stranger Things | MTV Movie Awards        | MTV Movie Award a legijesztőbb produkcióért                                                                     | Elnyerte | [ 19 ] |
| 2018 | Stranger Things | MTV Movie Awards        | MTV Movie Award a legjobb csapatnak Megosztva: Gaten Matarazzo, Finn Wolfhard, Caleb McLaughlin, és Sadie Sink. | Jelölve  | [ 20 ] |
| 2019 | Stranger Things | Teen Choice Awards      | Nyár felfedezettje Férfi kategóriában                                                                           | Elnyerte | [ 21 ] |

## Fordítás
Ez a szócikk részben vagy egészben  a   Noah Schnapp című angol Wikipédia-szócikk fordításán alapul.  Az eredeti cikk szerkesztőit annak laptörténete sorolja fel. Ez a jelzés csupán a megfogalmazás eredetét és a szerzői jogokat jelzi, nem szolgál a cikkben szereplő információk forrásmegjelöléseként.